# Assab
Assab (ou Aseb, antigamente Avalites) é uma cidade da Eritreia localizada na costa oeste do Mar Vermelho. Sua população é de 74 405 habitantes (2006), sendo a segunda cidade mais populosa do país. Possui uma refinaria de petróleo para o consumo local e da Etiópia. Se localiza na província de Debub-Keih-Bahri.

## História
Em 1869 o território onde atualmente se encontra Assab foi comprado pela Rubattino Shipping Company; mais adiante adquirido pelo governo italiano, o qual o utilizou como uma estação de transmissão de carvão . No século XX Assab passou a ser a principal passagem para a Etiópia. Após a independência Assab foi utilizado para construir uma refinaria de petróleo construída pela União Soviética. Durante a guerra civil e a fome dos anos 80, foi utilizado para levar a ajuda de alimentação para a Eritreia e para a província etíope de Tigray. As instalações portuárias foram ampliadas nos anos 90 com a construção do novo terminal, mas o porto tem vindo a diminuir desde que o comércio com a Etiópia terminou em 1998.

## Assab e oImpério Espanhol
Como curiosidade cabe destacar que este porto pode ter sido cedido à Espanha em usufruto a partir do fim do século XIX, já que neste momento o governo espanhol estava interessado em adquirir um porto no Mar Vermelho ou na costa da Somália para servir como um ponto entre a Península Ibérica e, em seguida, o domínio espanhol sobre Oriente (Filipinas, os arquipélagos de Palau, Carolinas e Marianas).